# Roncherolles-en-Bray
Roncherolles-en-Bray – miejscowość i gmina we Francji, w regionie Normandia, w departamencie Sekwana Nadmorska.
Według danych na rok 1990 gminę zamieszkiwały 414 osoby, a gęstość zaludnienia wynosiła 29 osób/km² (wśród 1421 gmin Górnej Normandii Roncherolles-en-Bray plasuje się na 520. miejscu pod względem liczby ludności, natomiast pod względem powierzchni na miejscu 162.).